# Joseph Boxhall
Joseph Groves Boxhall jr. (Kingston upon Hull, 23 marzo 1884 – Christchurch, 25 aprile 1967) è stato un marittimo britannico.
Fu imbarcato in qualità di quarto ufficiale di coperta a bordo del RMS Titanic, servendo successivamente, sempre come ufficiale, ma da riservista della marina, nella prima guerra mondiale.

## Biografia

### Primi anni
Boxhall nacque il 23 marzo 1884 a Kingston upon Hull (o più semplicemente Hull), nell'East Riding of Yorkshire, in Inghilterra; secondo figlio di Miriam e del comandante Joseph Boxhall sr., capo della compagnia di navigazione "Wilson Line" di Hull. Da parte paterna, Joseph Boxhall discendeva da una famiglia di grande tradizione marinara: anche il nonno era un marittimo e lo zio un sovrintendente a boe e galleggianti della Trinity House (ente responsabile di fari e segnalamenti marittimi) ed un ufficiale della Board of Trade.
Boxhall seguì le orme dei suoi avi ed il 2 giugno 1899 si unì alla sua prima nave della compagnia "Thomas William Line" di Liverpool. La formazione di Boxhall durò quattro anni, durante i quali viaggiò molto. Continuò a lavorare con il padre per la "Wilson Line" e, dopo aver conseguito la patente di capitano superiore di lungo corso nel settembre 1907, fu ingaggiato dalla White Star Line, compagnia per la quale servì a bordo del RMS Oceanic, venendo poi assegnato al RMS Titanic come quarto ufficiale, nel 1912, all'età di 28 anni.

### Titanic
Alle 9 del mattino del 26 marzo 1912, Boxhall venne chiamato dalla White Star Line a Liverpool per preparare il viaggio inaugurale del Titanic, nave su cui salì per la prima volta quando partì da Belfast (dove era stata costruita, presso il cantiere navale Harland and Wolff) per raggiungere Southampton, da dove avrebbe imbarcato i passeggeri per la traversata oceanica e sarebbe salpata. Il 10 aprile 1912, verso mezzogiorno, il Titanic lasciò l'Inghilterra; Boxhall, in qualità di quarto ufficiale, svolse regolarmente le sue funzioni di tenuta della guardia, ausilio alla navigazione ed assistenza ai passeggeri e all'equipaggio quando necessario.
Alle 23:40 del 14 aprile, dopo poco meno di quattro giorni e dodici ore di navigazione, il Titanic si schiantò violentemente contro un iceberg in pieno Oceano Atlantico, al largo delle coste del Canada; Boxhall era fuori servizio ed udì, insieme ai colleghi, la campana d'allarme, suonata dalla vedetta Frederick Fleet, quindi si diresse subito verso la plancia, arrivando poco dopo l'impatto. Il comandante Edward John Smith arrivò anch'esso immediatamente in plancia ed ordinò a Boxhall di eseguire un controllo della parte anteriore della nave. Boxhall non trovò personalmente alcun danno, ma fu successivamente intercettato dal carpentiere della nave, che lo informò dell'enorme falla lungo la murata di dritta, con il conseguente imbarco di acqua; un impiegato dell'ufficio postale di bordo confermò subito dopo tale danno sia a Boxhall che a Smith. Boxhall fu il primo a calcolare la posizione del Titanic, in modo da farla trasmettere nel messaggio di soccorso che la nave avrebbe inviato. Boxhall riuscì poi ad avvistare alcune luci sulla testa dell'albero di una nave nelle vicinanze (probabilmente il Californian) e cercò invano di comunicare con essa inviando segnali di soccorso con il linguaggio Morse tramite una lampada di segnalazione.
Boxhall venne messo a capo della lancia di salvataggio numero 2, la quale venne ammainata intorno alle ore 1:45, con solo 18 persone a bordo (ciascuna lancia aveva una portata massima di 65 persone); si premurò di allontanarsi il più velocemente possibile dal transatlantico che stava inabissandosi, per evitare un possibile risucchio in pieno oceano. Boxhall ed il suo equipaggio vennero intercettati dal RMS Carpathia, unica nave giunta in soccorso, intorno alle 4 del mattino del 15 aprile giungendo a New York il 18 aprile.
Boxhall, insieme ai colleghi e passeggeri sopravvissuti, fu uno dei preziosi testimoni a New York per le indagini sul naufragio. Lui ed i colleghi vennero autorizzati a lasciare New York, sull'Adriatic, il 2 maggio. Dopo aver fatto ritorno in Inghilterra, Boxhall fornì ulteriori testimonianze, in particolare sul momento in cui venne ordinato di abbassare le lance di salvataggio. Fu, inoltre, il primo a testimoniare di aver visto un'altra nave, ben prima dell'arrivo del Carpathia, mentre il Titanic s'inabissava. Nonostante si creda comunemente che essa fosse il Californian, che effettivamente si trovava nelle vicinanze (ed avrebbe potuto accorrere assai prima del Carpathia, ma non lo fece in quanto il suo telegrafista era fuori servizio, dopo che aveva tentato di inviare un messaggio di allerta riguardo alla presenza di iceberg ma era stato zittito con tono seccato dal collega del Titanic Jack Phillips), durante l'inchiesta si giunse alla conclusione, tuttora incerta, che nella zona ci fosse anche una terza nave, mai identificata.

### Gli ultimi anni
Dopo il disastro del Titanic, Boxhall tornò a servire per la White Star Line, come quarto ufficiale a bordo dell'Adriatic; poi entrò a far parte della Royal Naval Reserve, come sottotenente di vascello. Fu promosso tenente di vascello nel 1915, durante la prima guerra mondiale e fu incaricato di servire per un anno a bordo della nave da guerra HMS Commonwealth, prima di essere trasferito a Gibilterra per comandare un torpediniere.
Boxhall tornò a lavorare per la White Star Line nel maggio 1919. Servì sull’Olympic, nave gemella del Titanic, come secondo ufficiale di coperta, il 30 giugno 1926. Dopo la fusione tra la Cunard Line e la White Star Line, nel 1933, servì sul RMS Aquitania in qualità di primo ufficiale. Dopo 41 anni in mare, si ritirò nel 1940; durante gli anni della pensione rilasciò, anche se di rado, nuove interviste sulla sua esperienza a bordo del Titanic. Nel 1958 accettò il ruolo di consulente tecnico per l'adattamento cinematografico di Titanic, latitudine 41 nord, basato anche sul romanzo di Walter Lord, Titanic: la vera storia (A Night to Remember); nel 1962 rilasciò un'intervista anche alla BBC.
La salute di Boxhall si deteriorò gravemente a partire dal 1960 e alla fine fu ricoverato in ospedale. Morì per una trombosi cerebrale, il 25 aprile 1967, all'età di 83 anni, diventando l'ultimo a scomparire tra gli ufficiali superstiti del Titanic. Secondo le sue ultime volontà, le sue ceneri vennero disperse in mare a 41° 46N, 50° 14W, ovvero la posizione che egli stesso aveva calcolato quando il Titanic s'inabissò (all'incirca a 15 miglia nautiche dall'effettiva posizione del relitto del Titanic, alle coordinate di 41°43N 49°56W). Anche i superstiti Ruth Becker e Frank Goldsmith, in seguito, vollero che le loro ceneri venissero sparse proprio in quello stesso punto.

## Rappresentazioni
Joseph Boxhall è stato interpretato da diversi attori nei diversi film dedicati al disastro del Titanic:
- In Titanic, latitudine 41 nord del 1958 da Jack Watling
- nel film S.O.S. Titanic del 1979 da Warren Clarke
- nel film Titanic del 1996 da Gerard Plunkett
- nel colossal Titanic di James Cameron del 1997 da Simon Crane